# Миколув
Мико́лув (пол. Mikołów, нем. Nikolai) — город в Польше, в Силезском воеводстве, административный центр Миколувского повята.
Население — 42 тыс. жителей (2005).
В состав города входят районы: Центр, Гнётек, Гой, Новы Щвят, Рагеловец, Борова Вещь, Буякув, Мокре, Панёвы, Щмиловице, Камёнка. С 1999 года является административным центром Миколувского повята, в который входят города Лазиска Гурне, Орнонтовице, Ожеше и Выры.

## Транспорт
Через город проходят региональные дороги:
- № 81 Катовице — Скочув — Чешин
- № 44 Гливице — Освенцим — Краков

Планируется также строительство прилегающих к городу автострады A-1 (Острава — Гданьск)и автострады A-4 (Сгожелец — Медыка).
В 38 км от города находится международный аэропорт  Пыжовице (Катовице), а в 70 км — аэропорт Балице (Краков).

## Важные даты
- 1222 — первое упоминание о городе в исторических документах
- 1266 — первое упоминание о костёле Св. Войцеха в Миколуве
- 1375 — ратиборский князь Ян I продаёт Миколув и Пшчину с окрестностями опольскому князю Владиславу
- 1545 — при чешском короле Фердинанде город получает право устраивать еженедельные ярмарки
- 1580 — в город прибыл первый пастор
- 1760 — в документах первый раз упоминается сегодняшнее название города — Миколув
- 1794, 20 мая — сильнейший пожар в истории города, уничтоживший всю центральную часть города (загорелся дом кузнеца Марчина Козака, находящийся на центральной площади)
- 1845 — Томаш Новацки основывает в городе первую типографию
- 1848 — эпидемия тифа, во время которой умерло 20 % населения города
- 1856 — открыт железнодорожный вокзал
- 1939, 3 сентября — вторжение немецких войск на территорию города
- 1945, 28 января — в город входят советские войска

## Достопримечательности
- Приходской костёл Св. Миколая в Боровой Вщи (алтарь храма датируется 1600 годом)
- Приходской костёл Св. Петра и Павла в Панёвах
- Приходской костёл Девы Марии Снежной (1270—1280, позже был реконструирован)
- Приходской костёл Св. Войцеха
- Приходской костёл Св. Миколая в Буякове
- Приходской костёл Св. Вавгжыньца
- Евангелистский костёл Св. Яна (1860—1861)
- Новое еврейское кладбище (самое старое надгробие датируется серединой XIII века). Так называемое Старое еврейское кладбище было уничтожено во время Второй мировой войны
- Дом 33 на улице Краковской (средневековые стены подвалов)
- Парк Планты, заложенный в XVIII веке

## Образование
- 12 детских садов и 2 дошкольных отделения при начальных детских учреждениях
- 11 начальных детских учреждений, в том числе 2 специальных
- 7 средних школ
- 6 гимназий, в том числе 2 специальные

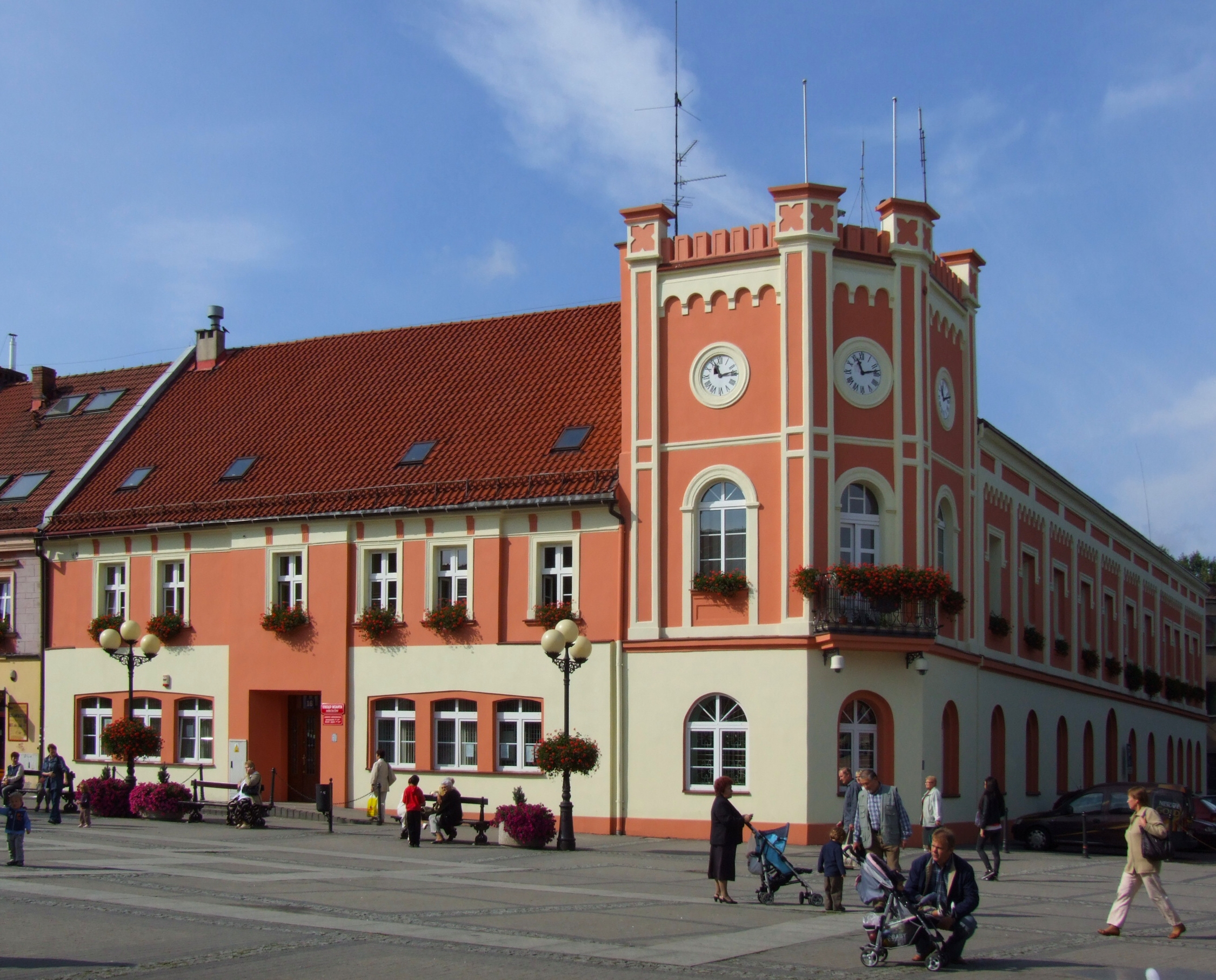